# طواف كولومبيا 2011
طواف كولومبيا 2011 هو سباق دراجات هوائية أقيم بتاريخ 12 يونيو – 26 يونيو، تكون السباق من 13 مرحلة وامتدّ لمسافة 2056.8 كم، استغرق السباق 49 ساعة 36 دقيقة 49 ثانية.